# Daniel Bogusz
Daniel Bogusz (Varsóvia, 21 de setembro de 1974) é um ex-futebolista polonês.

## Títulos
Widzew Łódź
- Campeonato Polonês (2): 1995/96, 1996/97
- Supercopa da Polônia (1): 1996